# Saint-Germain-des-Prés, Dordogne

Saint-Germain-des-Prés este o comună în departamentul Dordogne din sud-vestul Franței. În 2009 avea o populație de 512 de locuitori.

## Evoluția populației
| An        | 1975 | 1982 | 1990 | 1999 | 2006 | 2009 |
| --------- | ---- | ---- | ---- | ---- | ---- | ---- |
| Populație | 542  | 537  | 508  | 467  | 493  | 512  |